# Sean Burke
Sean Burke (Windsor, 29 gennaio 1967) è un ex hockeista su ghiaccio canadese.

## Carriera
Ha giocato per 18 stagioni dalla fine degli anni '80 al 2007 in National Hockey League (NHL) con le maglie di New Jersey Devils, Hartford Whalers, Carolina Hurricanes, Vancouver Canucks, Philadelphia Flyers, Florida Panthers, Phoenix Coyotes, Tampa Bay Lightning e Los Angeles Kings.

## Palmarès

### Olimpiadi invernali
- 1 medaglia:
  - 1 argento (Albertville 1992)

### Mondiali
- 2 medaglie:
  - 2 ori (Finlandia 1997; Finlandia 2003)

### Canada Cup
- 1 medaglia:
  - 1 oro (Canada 1991)